# Claus Leininger
Claus Leininger (* 17. Januar 1931 in Mannheim; † 22. Februar 2005 in Wiesbaden) war ein deutscher Theaterregisseur und Generalintendant.

## Werdegang
Leininger absolvierte von 1950 bis 1952 eine Schauspieler- und Regisseurausbildung. Anschließend war er bis 1956 am Nationaltheater seiner Heimatstadt als Schauspieler und Regieassistent angerstellt. Von 1956 bis 1960 wirkte er am Deutschen Theater in Göttingen. Danach wechselte er (bis 1967) an die Städtischen Bühnen in Freiburg im Breisgau.
Von 1967 bis 1974 wurde er bei Erich Schumacher Oberspielleiter des Schauspiels an den Bühnen der Stadt Essen und kehrte in gleicher Funktion dann von 1974 bis 1977 an das Nationaltheater Mannheim als Schauspieldirektor zurück.
Von 1977 bis 1986 wurde Leininger auf Empfehlung von Uwe Mund zum Generalintendanten des Musiktheaters im Revier in Gelsenkirchen berufen.
In gleicher Funktion wirkte er von 1986 bis 1994 am Hessischen Staatstheater in Wiesbaden.
1994 erhielt Leininger die Goethe-Plakette des Landes Hessen.

## Inszenierungen (Auswahl)
- Draußen vor der Tür von Wolfgang Borchert – Regie: Claus Leininger, Helmut Rost (TV-Regie). Mit Klaus Abramowsky, Jens-Uwe Pape, Wolff Lindner, Rudolf Cornelius, Michael Enk, Rainer Pigulla, Christa Bernhardt, Werner Brunn, Wolfgang Hofmann, Ilse Anton, Eva Garg, Peter Hohberger, u. a. Musik: Alfons Nowacki. Produktion: Städtische Bühnen Essen, Zweites Deutsches Fernsehen, 1995.